# Bajánsenye megállóhely
Bajánsenye megállóhely (régi nevén Dávidháza-Kotormány megállóhely) egy Vas vármegyei vasúti megállóhely Bajánsenye településen, a GYSEV üzemeltetésében. Határállomás, a magyar-szlovén határ előtti utolsó megállási pont a megállóhelyet érintő vasútvonalon.
A község Dávidháza és Alsókotormány településrészei között található, közúti elérését a 7416-os útból, annak vasúti keresztezése előtt északnak kiágazó 74 331-es út biztosítja.

## Vasútvonalak
A megállóhelyet az alábbi vasútvonalak érintik:
- Boba–Bajánsenye-vasútvonal

## Kapcsolódó állomások
A megállóhelyhez az alábbi állomások vannak a legközelebb:
- Őriszentpéter vasútállomás (Boba–Bajánsenye-vasútvonal)
- Őrihodos vasútállomás (Boba–Bajánsenye-vasútvonal)

## Forgalom
| Járat        | Útvonal | Gyakoriság   |
| ------------ | --- | ------------ |
| személyvonat | Zalaegerszeg – Zalaegerszeg-Ola – Andráshida – Bagod – Zalaszentgyörgy – Zalacséb-Salomvár – Budafa – Zalapatakalja – Zalalövő – Felsőjánosfa – Pankasz – Nagyrákos – Őriszentpéter – Bajánsenye – Hodoš (Őrihodos) | Napi 3-4 pár |